# Brenda Andrews
Pour les articles homonymes, voir Andrews.
Brenda Andrews, née en 1957, est une biologiste canadienne spécialiste en biologie des systèmes et en génétique moléculaire. Ses travaux s'intéressent à la complexité d'un simple gène et de ses interactions avec le reste de la cellule.
En 2015, Andrews codirige une équipe de biologistes du Centre Donnelly à l'Université de Toronto. Leurs travaux permettent d'obtenir la première carte localisant chaque protéine d'une cellule,,. Ce projet requit plus l’acquisition de données sur 20 millions de cellules.
En 2017, Andrews fut nommée professeur des universités, haute distinction à l'Université de Toronto. Andrews est actuellement professeur et présidente de la faculté de Médecine à l'Université de Toronto, où elle dirige également sa propre équipe.

## Carrière
Andrews obtient en 1980 son diplôme de licence de zoologie à l'Université de Toronto, et en 1986 son doctorat en biophysique médicale.
Elle effectue en 1991 un contrat postdoctoral à l'Université de Californie à San Francisco, sous la direction de Ira Herskowitz. Elle retourne ensuite à l'Université de Toronto en tant que maître de conférences puis en tant que Présidente du département de génétique médicale.
Lors de ses prises de paroles publiques, Andrews exprime ses inquiétudes quant au système de financement de la recherche scientifique au Canada, et se montre en faveur d'une augmentation des financements alloués.
Andrews est l'une des fondatrices et éditrice-en-chef du journal open-access G3: genes, Genomes, Genetics de la Genetics Society of America.

## Prix et distinctions
Andrews est membre de l'American Society for Microbiology, ainsi que de l'American Association for the Advancement of Science. Elle est également membre senior du Canadian Institute for Advanced Research. En 2005, Andrews est élue membre de la Royal Society of Canada. 
Andrews reçut également le prix Ira Herskowitz en 2010.
En décembre 2015, Andrews reçoit la médaille de compagnon de l'Ordre du Canada, plus haut grade de l'ordre, pour ses contributions en biologie des systèmes et en génétique moléculaire.